# Dominikanówka
Dominikanówka – wieś w Polsce, położona w województwie lubelskim, w powiecie zamojskim, w gminie Krasnobród.
W latach 1975–1998 miejscowość administracyjnie należała do województwa zamojskiego.
Na obszarze wsi znajduje się cmentarzysko kurhanowe pochodzące z okresu kultury trzcinieckiej.
Dawniej na terenie Dominikanówki znajdowała się miejscowość Ruskie (Hruskie), o której pierwsza wzmianka pochodzi z 1564 roku. Pod koniec XVII wieku Aleksander i Marianna Tarnowscy przekazali miejscowy folwark krasnobrodzkim dominikanom. W 1 poł. XIX wieku istniała wiejska gmina Ruskie. W 1864 roku dobra ziemskie zakonu zostały przejęte przez rząd carski i wydzierżawione.
Wieś jest sołectwem w gminie Krasnobród. Według Narodowego Spisu Powszechnego z roku 2011 wieś liczyła 299 mieszkańców.
Wierni Kościoła rzymskokatolickiego należą do parafii Nawiedzenia Najświętszej Maryi Panny w Krasnobrodzie.

## Etymologia
Nazwa wsi Dominikanówka jest toponimem obecności dominikanów na ziemiach należących niegdyś do zakonu dawna miejscowości to Ruskie. Nazwa Dominikanówka odnotowana jest w nazewnictwie nazw miejscowych w 1952 roku.

## Części wsi
| SIMC    | Nazwa     | Rodzaj    |
| ------- | --------- | --------- |
| 0891128 | Cegielnia | część wsi |
| 0891134 | Duchowne  | część wsi |
| 0891140 | Od Młynka | część wsi |

## Historia
Dominikanówka dawniej Ruskie w wieku XIX wieś w powiecie zamojskim, gminie i parafii Krasnobród odległa od Zamościa o 25 wiorst w kierunku wschodnio południowym, wieś posiadała w roku 1889, 40 osad 264 mieszkańców katolików i 486 mórg należących do włościan i 1 dom dworski (Turzyniec) z 2 morgami gruntu. W przeszłości wraz z wsią Podklasztor stanowiła uposażenie klasztoru dominikanów krasnobrodzkich. Klasztor o.o dominikanów uległ kasacie w 1864. W roku 1827 spisano tu było 22 domy oraz 127 mieszkańców.
Według spisu powszechnego z roku 1921 wieś Ruskie w gminie Krasnobród liczyła 52 domy i 318 mieszkańców wyłącznie narodowości polskiej.
23 września 1939 r. w Dominikanówce został rozbity przez Niemców 2 Pułk Strzelców Konnych z Hrubieszowa.